# Kabinett Castelo Branco

Humberto Castelo Branco war von 1964 bis 1967 Staatspräsident Brasiliens.

Das Kabinett Castelo Branco wurde in Brasilien am 15. April 1964 von Staatspräsident Humberto Castelo Branco gebildet, nachdem die bisherige Regierung von Staatspräsident João Goulart durch einen Militärputsch gestürzt wurde. Nach dem Putsch war zunächst Pascoal Ranieri Mazzilli zwischen vom 2. bis zum 15. April 1964 Staatspräsident. Das Kabinett Castelo Branco blieb bis zum 15. März 1967 im Amt und wurde daraufhin vom Kabinett Costa e Silva abgelöst.
Dem Kabinett gehörten folgende Minister an:
| Amt                                           | Amtsinhaber | Amtszeit                                                                 |
| --------------------------------------------- | --- | ------------------------------------------------------------------------ |
| Staatspräsident                               | Humberto Castelo Branco | 1964–1967                                                                |
| Vizepräsident                                 | José Maria Alkmim | 1964–1967                                                                |
| Luftfahrtminister                             | Nélson Lavenère Wanderley Márcio de Sousa Melo Eduardo Gomes                                                                       | 1964 1964–1965 1965–1967                                                 |
| Landwirtschaftsminister                       | Oscar Thompson Filho Hugo de Almeida Leme Ney Braga Severo Fagundes Gomes                                                          | 1964 1964–1965 1965–1966 1966–1967                                       |
| Bildungsminister                              | Flávio Suplicy de Lacerda Pedro Aleixo Raymundo Augusto de Castro Moniz de Aragão Guilherme Augusto Canedo de Magalhães            | 1964–1966 1966 1966–1967                                                 |
| Heeresminister                                | Artur da Costa e Silva Ademar de Queirós                                                                                           | 1964–1966 1966–1967                                                      |
| Finanzminister                                | Otávio Gouveia de Bulhões Eduardo Lopes Rodrigues                                                                                  | 1964–1967 1965 (kommissarisch)                                           |
| Minister für Industrie und Handel             | Daniel Agostinho Faraco Paulo Egydio Martins                                                                                       | 1964–1966 1966–1967                                                      |
| Innenminister                                 | Milton Campos Luís Viana Filho Juracy Magalhães Mem de Azambuja Sá Luís Viana Filho Carlos Medeiros                                | 1964–1965 1965 1965–1966 1966 1966–1967                                  |
| Justizminister                                | Milton Campos Luís Viana Filho Juracy Magalhães Mem de Azambuja Sá Luís Viana Filho Carlos Medeiros                                | 1964–1965 1965 1965–1966 1966 1966–1967                                  |
| Marineminister                                | Ernesto de Melo Batista Paulo Bosísio Zilmar Campos de Araripe Macedo                                                              | 1964–1965 1965 1965–1967                                                 |
| Minister für Bergbau und Energie              | Mauro Thibau | 1964–1967                                                                |
| Planungsminister                              | Roberto Campos | 1964–1967                                                                |
| Außenminister                                 | Vasco Leitão da Cunha Juracy Magalhães                                                                                             | 1964–1966 1966–1967                                                      |
| Gesundheitsminister                           | Raimundo de Moura Britto | 1964–1967                                                                |
| Minister für Arbeit und soziale Sicherheit    | Arnaldo Lopes Süssekind Walter Peracchi Barcelos Armando de Oliveira Assis Paulo Egydio Martins Luís Gonzaga do Nascimento e Silva | 1964–1965 1965–1966 1966 1966–1967                                       |
| Minister für Verkehr und öffentliche Arbeiten | Juarez Távora José Crisanto Seabra Fagundes Newton Tornaghi Jaime Brasílio de Araújo                                               | 1964–1967 1964 (kommissarisch) 1965 (kommissarisch) 1966 (kommissarisch) |
| Chef des Zivilkabinetts                       | Luís Viana Filho Luís Augusto Fraga Navarro de Brito                                                                               | 1964–1966 1966–1967                                                      |
| Chef des Generalstabes der Streitkräfte       | Peri Constant Bevilacqua Luiz Teixeira Martini Nélson Lavenère Wanderley                                                           | 1964–1965 1965–1966 1966–1967                                            |
| Chef des Militärkabinetts                     | Ernesto Geisel | 1964–1967                                                                |